# Iéna (métro de Paris)
Pour les articles homonymes, voir Iéna (homonymie).
Iéna est une station de la ligne 9 du métro de Paris, située dans le 16e arrondissement de Paris.

## Situation
La station est établie sous la place d'Iéna, selon l'axe de l'avenue du Président-Wilson. Approximativement orientée selon un axe est-ouest, elle s'intercale entre les stations Trocadéro et Alma - Marceau.

## Histoire

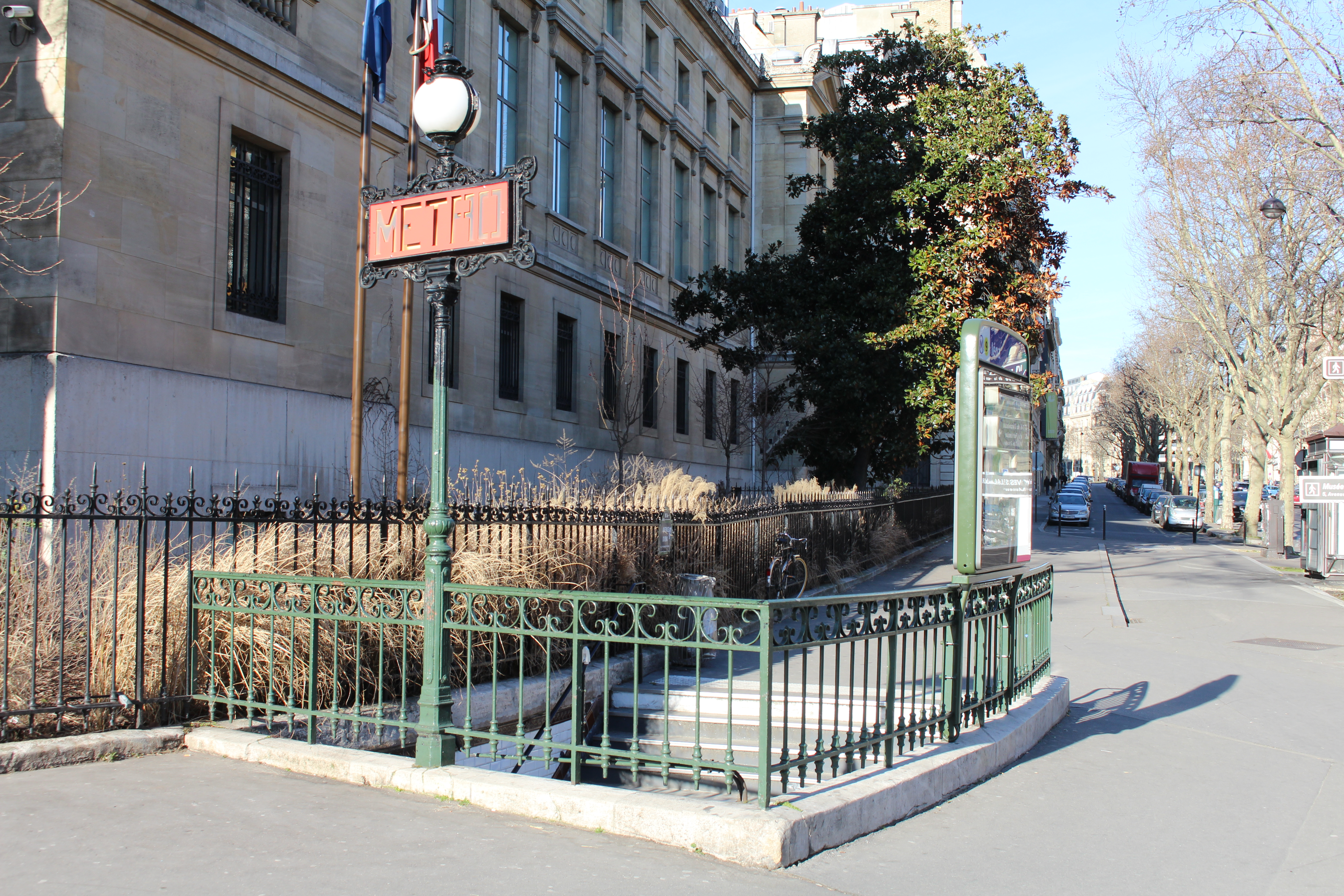
Entrée de la station, avenue d'Iéna.

La station est ouverte le 27 mai 1923 avec la mise en service du tronçon entre Trocadéro et Saint-Augustin de la ligne 9.
Elle doit sa dénomination à son implantation sous la place d'Iéna, au croisement de l'avenue éponyme, ces deux voies commémorant la victoire de l’armée française de Napoléon Ier sur les Prussiens, commandés par le général de Hohenlohe-Ingelfingen, en 1806, lors de la bataille d'Iéna.
La station est également, avec Rome sur la ligne 2, Cité sur la ligne 4 ainsi que la station fantôme Haxo entre les lignes 3 bis et 7 bis, l'une des quatre du réseau dont le patronyme possède seulement quatre lettres.
Dans le cadre du programme « Renouveau du métro » de la RATP, ses couloirs ainsi que l'éclairage des quais ont été rénovés le 31 juillet 2006.
Le 1er avril 2017, la RATP intègre le nom de la station à une expression consacrée pour faire un poisson d'avril le temps d'une journée, comme dans huit autres stations. Iéna est ainsi devenue « Quand y'en a plus, Iéna encore! ».
En 2019, 2 646 049 voyageurs sont entrés à cette station, ce qui la place à la 196e position des stations de métro pour sa fréquentation sur 302,.
En 2020, avec la crise du Covid-19, 1 093 805 voyageurs sont entrés dans cette station, ce qui la place à la 232e position des stations de métro pour sa fréquentation.
En 2021, la fréquentation remonte progressivement, avec 1 646 925 voyageurs qui sont entrés dans cette station ce qui la place à la 215e position des stations de métro pour sa fréquentation.

## Services aux voyageurs

### Accès

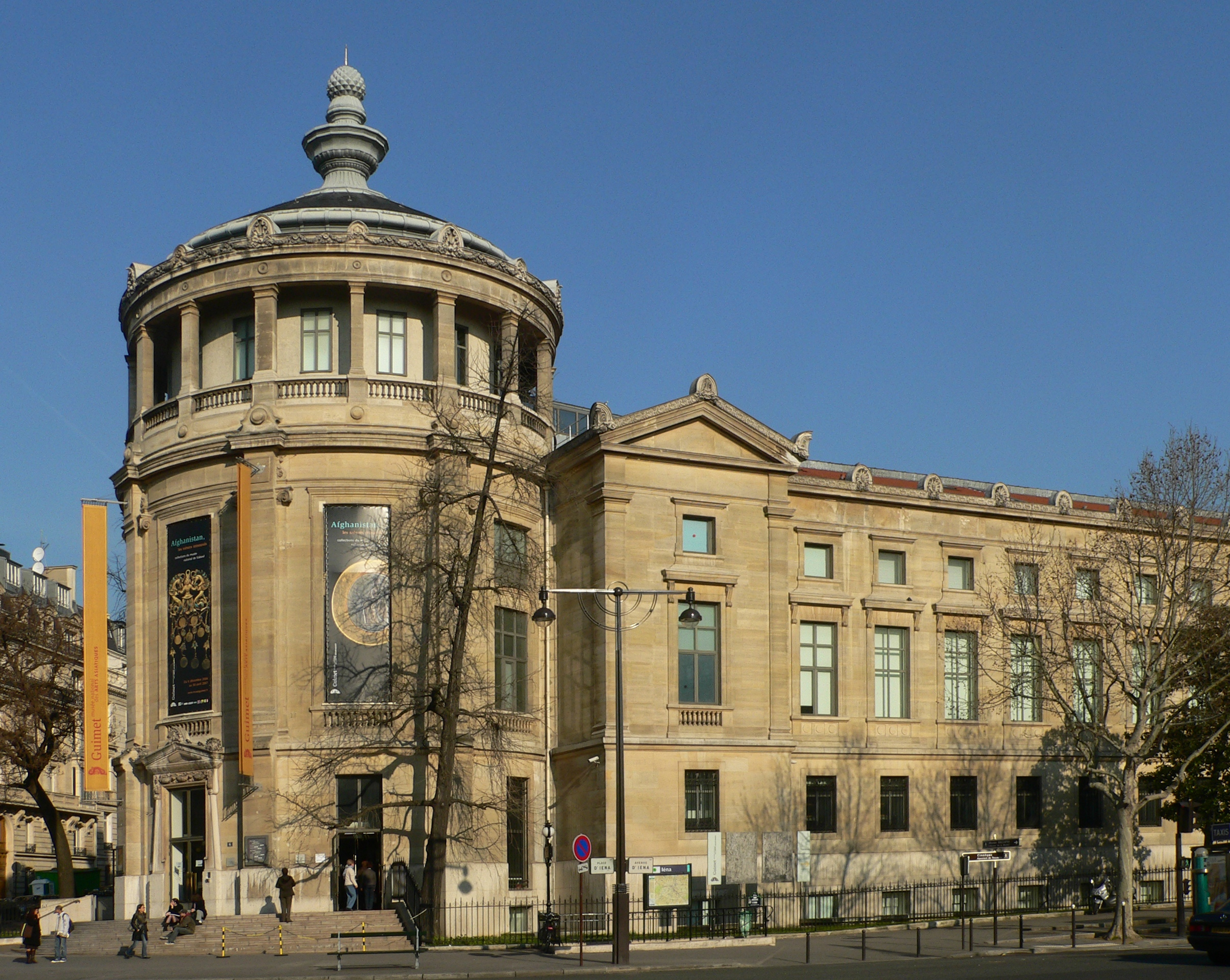
Le musée Guimet. L'entrée du métro s'intègre au décor.

La station dispose de trois accès constitués d'escaliers fixes, lesquels possèdent une balustrade originale, assortie aux grilles du musée national des Arts asiatiques - Guimet situé au nord de la place d'Iéna :
- l'accès 1 « Avenue du Président-Wilson - Musée d'Art moderne ; Palais de Tokyo », orné d'un candélabre Dervaux, débouchant au sud-est de la place d'Iéna, sur les trottoirs impairs de cette dernière et de l'avenue du Président-Wilson ;
- l'accès 2 « Rue Boissière - Musée Guimet », agrémenté d'un totem Val d'Osne, s'agissant d'un des rares du métro de Paris à être légèrement courbe du fait de son emplacement, attenant au musée ;
- l'accès 3 « Avenue d'Iéna - Palais d'Iéna », doté d'un mât de type Dervaux également, se trouvant au sud de la place, au droit du no 7 de l'avenue d'Iéna.

Accès à la station
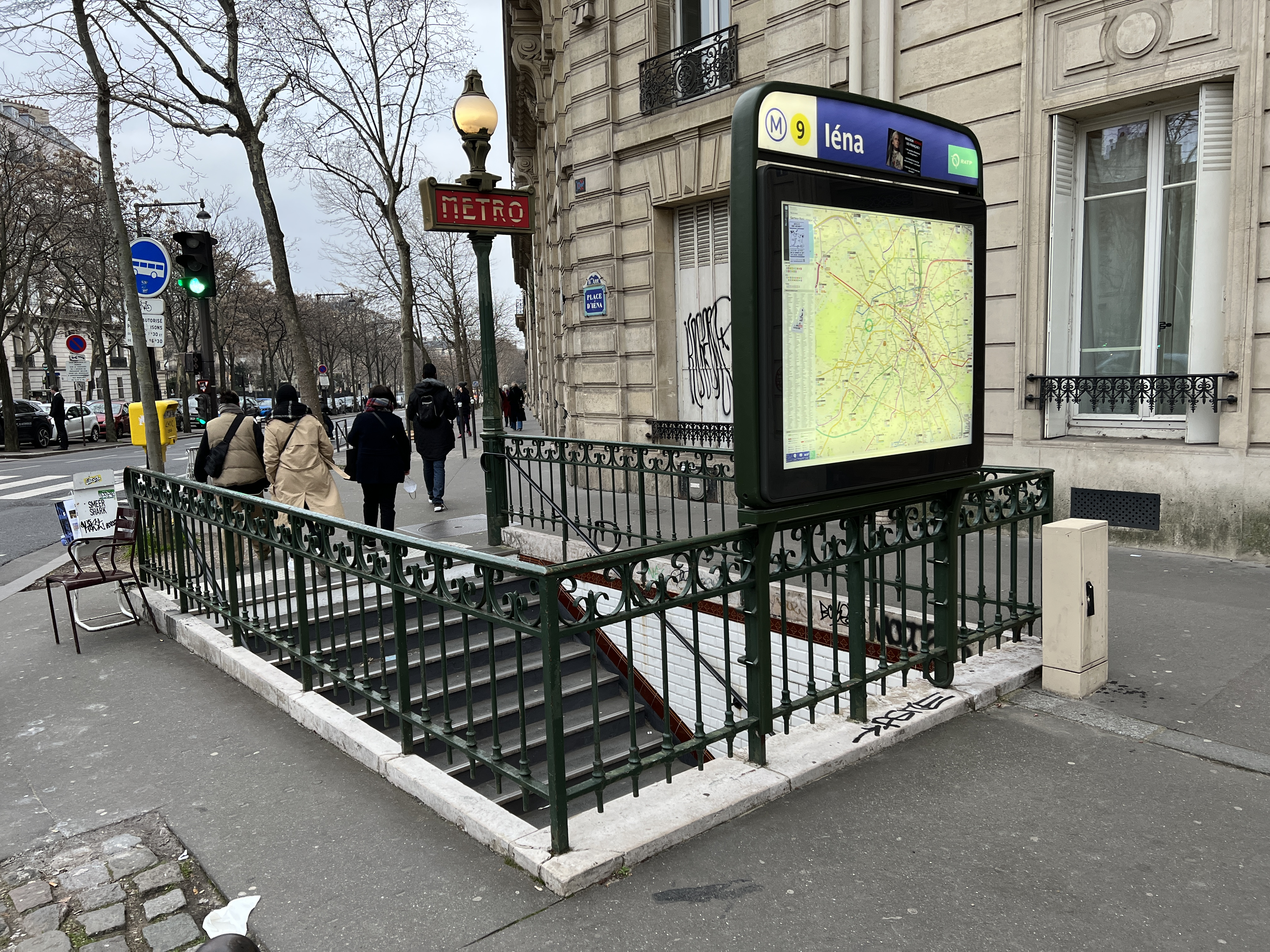
L'accès no 1 « Avenue du Président-Wilson ».
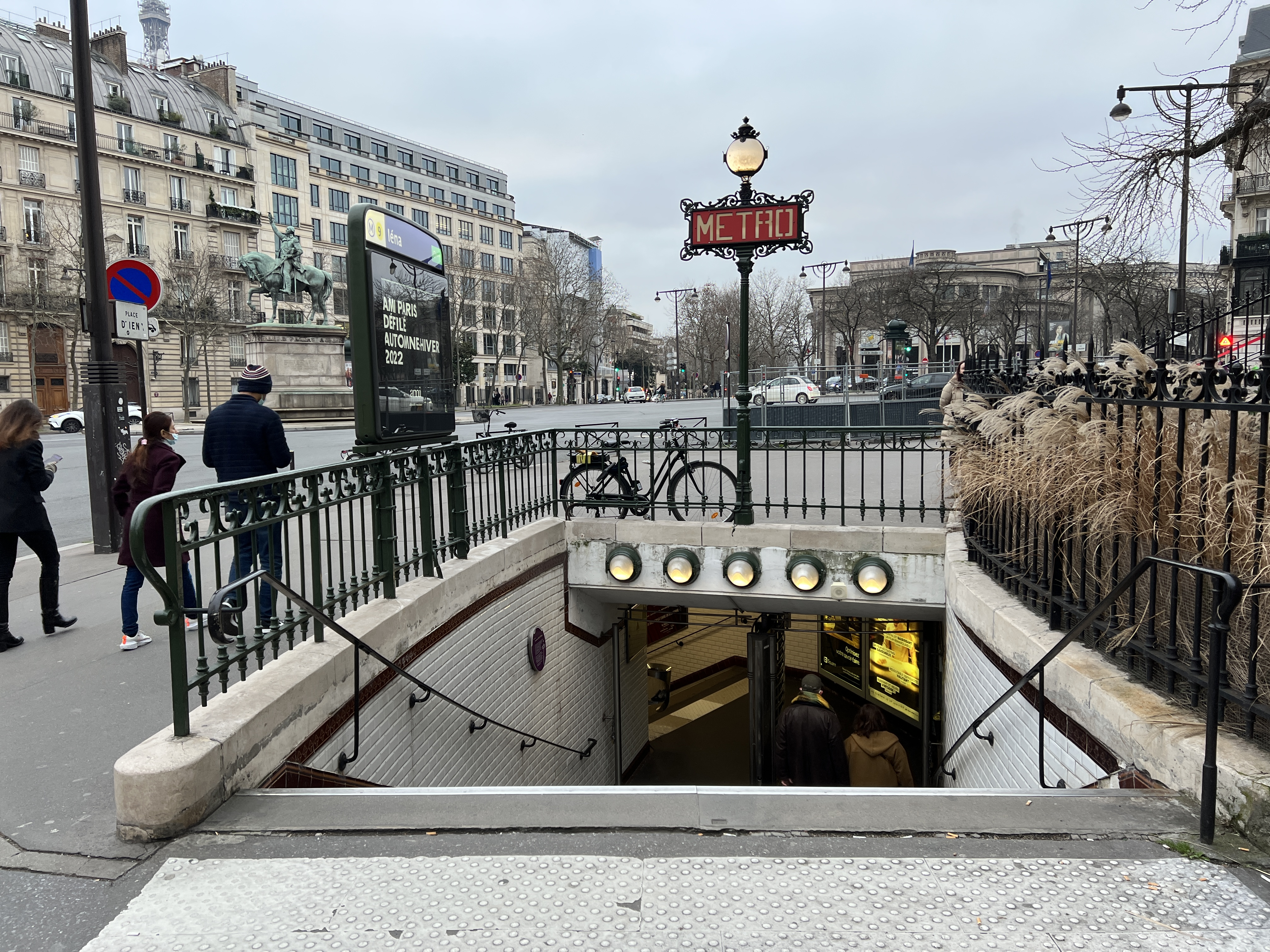
L'accès no 2 « Rue Boissière ».
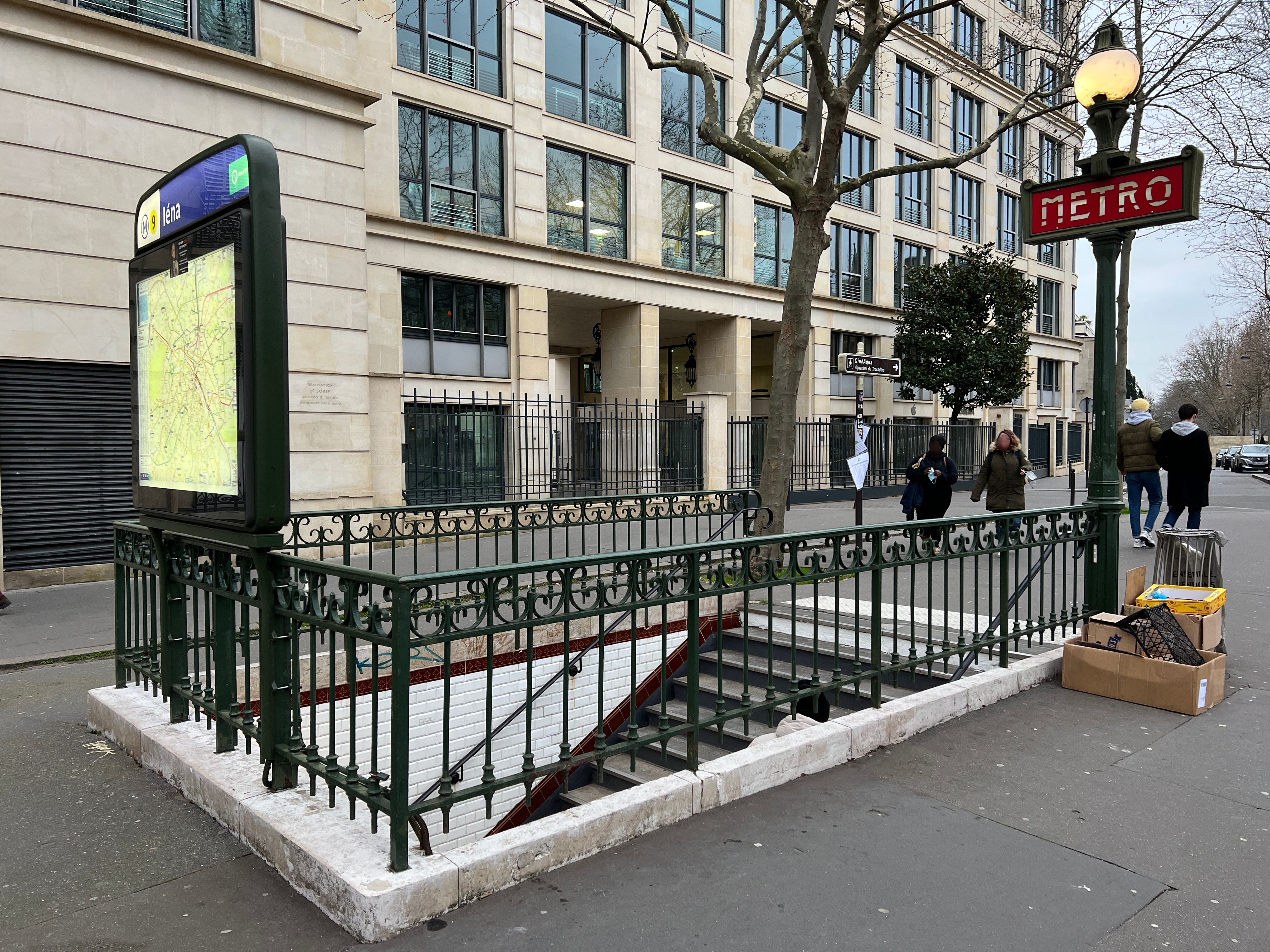
L'accès no 3 « Avenue d'Iéna ».

.

### Quais
Iéna est une station de configuration standard : elle possède deux quais séparés par les voies du métro et la voûte est elliptique. La décoration est du style utilisé pour la majorité des stations du métro : les bandeaux d'éclairage sont blancs et arrondis dans le style « Gaudin » du « Renouveau du métro » des années 2000, et les carreaux en céramique blancs biseautés recouvrent les pieds-droits, la voûte et les tympans. Les cadres publicitaires sont en faïence de couleur miel et le nom de la station est également en faïence dans le style de la CMP d'origine. Les sièges de style « Motte » sont de couleur rouge.

### Intermodalité
La station est desservie par les lignes 32, 63 et 82 du réseau de bus RATP.

## À proximité
- Centre culturel coréen
- Musée Guimet
- Square du Palais-Galliera et musée Galliera
- Institut Goethe
- Palais de Tokyo
- Palais d'Iéna abritant :
  - le Conseil économique, social et environnemental
  - la Chambre de commerce internationale
- Panthéon bouddhique - Hôtel Heidelbach